# Noyau spinal du trijumeau
Le noyau spinal du trijumeau (ou noyau de la racine descendante) est un des trois noyaux sensitifs du nerf trijumeau. Il est situé dans la moelle épinière qui reçoit des informations sur le toucher profond, la douleur et la température de la face ipsilatérale.
En plus des informations du nerf trijumeau (CN V), il reçoit les informations des nerfs facial (CN VII), glossopharyngien (CN IX) et vague (CN X).

## Structure
Le noyau spinal du trijumeau est composé de trois sous-noyaux :
- le noyau oral,
- le noyau caudal,
- le noyau interpolaire.

Le noyau oral est associé à la transmission du sens tactile discriminatif de la région orofaciale et est en continuité avec le noyau principal du trijumeau.
Le noyau caudal est associé à la transmission nociceptive et des sensations thermiques de la face et des sinus.
Le noyau interpolaire est également associé à la transmission du sens tactile, ainsi qu'à la douleur dentaire.
Ce noyau envoie ses efférences vers le noyau ventropostéromédian du thalamus  via le lemniscus médial.
Chez la souris, ce noyau thalamique a des niveaux significatifs d'expression des récepteurs de la leptine, de la neuropeptine Y et du Glucagon-like peptide-1.